# Campionati europei giovanili di nuoto 1984
Gli XI Campionati europei giovanili di nuoto e tuffi si sono disputati a Lussemburgo dal 26 luglio al 29 luglio 1984.
Hanno partecipato alla manifestazione le federazioni iscritte alla LEN; questi i criteri di ammissione:
- le nuotatrici di 14 e 15 anni (1970 e 1969) e i nuotatori di 15 e 16 (1969 e 1968)
- Le tuffatrici di 15 e 16 anni (1969 e 1968) e i tuffatori di 16 e 17 (1968 e 1967)

## Podi

### Uomini
| Evento                | Oro              | Tempo    | Argento           | Tempo    | Bronzo             | Tempo    |
| Stile libero          |                  |          |                   |          |                    |          |
| 100 m                 | René Wanzlik     | 52"69    | Artur Wojdat      | 52"96    | Henrik Mattsson    | 53"15    |
| 200 m                 | René Wanzlik     | 1'54"05  | Artur Wojdat      | 1'54"92  | Björn Knetter      | 1'55"36  |
| 400 m                 | Markus Götze     | 3'59"91  | Raik Hannemann    | 4'00"61  | Artur Wojdat       | 4'01"25  |
| 1500 m                | Yann Cardineau   | 15'46"95 | Alessandro Ciucci | 15'49"42 | Markus Götze       | 15'52"76 |
| Dorso                 |                  |          |                   |          |                    |          |
| 100 m                 | Georgi Mihalev   | 57"65    | Patrick Kühl      | 59"30    | Tamás Deutsch      | 59"74    |
| 200 m                 | Georgi Mihalev   | 2'05"41  | Patrick Kühl      | 2'07"22  | Pavel Kudriavtsev  | 2'08"48  |
| Rana                  |                  |          |                   |          |                    |          |
| 100 m                 | Albert Poleschuk | 1'04"88  | Armen Kobylin     | 1'05"29  | Andrea Cecchi      | 1'06"48  |
| 200 m                 | Peter Szabó      | 2'23"34  | Luca Sacchi       | 2'23"43  | Ioannis Milidakis  | 2'25"20  |
| Farfalla              |                  |          |                   |          |                    |          |
| 100 m                 | Andrea Oriente   | 57"60    | Valentin Vlasenko | 57"61    | Dirk Elspass       | 57"98    |
| 200 m                 | Robert Pinter    | 2'04"23  | Valentin Vlasenko | 2'04"43  | Christophe Bordeau | 2'06"77  |
| Misti                 |                  |          |                   |          |                    |          |
| 200 m                 | Raik Hannemann   | 2'08"36  | Aleksey Osipov    | 2'09"78  | Mirko Erdmann      | 2'09"92  |
| 400 m                 | József Szabó     | 4'30"12  | Raik Hannemann    | 4'32"43  | Luca Sacchi        | 4'33"14  |
| Staffette             |                  |          |                   |          |                    |          |
| 4 x 100m stile libero | Germania Est     | 3'31"78  | Italia            | 3'32"26  | Svezia             | 3'33"80  |
| 4 x 200m stile libero | Italia           | 7'44"15  | Germania Est      | 7'44"22  | Francia            | 7'51"07  |
| 4 x 100m mista        | Unione Sovietica | 3'55"92  | Germania Est      | 3'59"29  | Francia            | 4'00"07  |

### Donne
| Evento                | Oro              | Tempo   | Argento          | Tempo   | Bronzo             | Tempo   |
| Stile libero          |                  |         |                  |         |                    |         |
| 100 m                 | Heike Friedrich  | 56"86   | Karen König      | 57"94   | Jacqueline Exner   | 58"20   |
| 200 m                 | Nadja Bergknecht | 2'01"02 | Karen König      | 2'01"09 | Monika Gyuro       | 2'03"48 |
| 400 m                 | Grit Richter     | 4'13"19 | Katja Hartmann   | 4'15"59 | Monika Gyuro       | 4'16"62 |
| 800 m                 | Grit Richter     | 8'37"29 | Katja HArtmann   | 8'43"13 | Monika Gyuro       | 8'44"81 |
| Dorso                 |                  |         |                  |         |                    |         |
| 100 m                 | Heike Harzer     | 1'04"4  | Anke Schneider   | 1'05"2  | Giuseppina Patanè  | 1'05"35 |
| 200 m                 | Katja Hartmann   | 2'17"30 | Monika Gyuro     | 2'17"72 | Iulia Mateescu     | 2'18"32 |
| Rana                  |                  |         |                  |         |                    |         |
| 100 m                 | Sylvia Gerasch   | 1'09"87 | Svetlana Kuzmina | 1'11"60 | Svetlana Dubrovina | 1'13"50 |
| 200 m                 | Sylvia Gerasch   | 2'30"81 | Svetlana Kuzmina | 2'33"76 | Stephanie Parker   | 2'38"77 |
| Farfalla              |                  |         |                  |         |                    |         |
| 100 m                 | Kornelia Greßler | 1'00"78 | Jaqueline Zenner | 1'02"61 | Iulia Mateescu     | 1'03"73 |
| 200 m                 | Jaqueline Zenner | 2'14"45 | Kornelia Greßler | 2'15"47 | Iulia Mateescu     | 2'18"37 |
| Misti                 |                  |         |                  |         |                    |         |
| 200 m                 | Sylvia Gerasch   | 2'17"83 | Marie Wirth      | 2'21"16 | Sabine Schake      | 2'21"31 |
| 400 m                 | Sabine Schacke   | 4'56"32 | Katja Hartmann   | 4'56"98 | Ivana Curzi        | 4'57"59 |
| Staffette             |                  |         |                  |         |                    |         |
| 4 x 100m stile libero | Germania Est     | 3'50"58 | Germania Ovest   | 3'54"19 | Paesi Bassi        | 3'56"9  |
| 4 x 200m stile libero | Germania Est     | 8'19"35 | Svezia           | 8'28"16 | Germania Ovest     | 8'28"26 |
| 4 x 100m mista        | Germania Est     | 4'14"88 | Unione Sovietica | 4'18"80 | Germania Ovest     | 4'23"96 |

### Tuffi
| Evento        | Oro                  | Punti  | Argento             | Punti  | Bronzo               | Punti  |
| uomini        |                      |        |                     |        |                      |        |
| trampolino 3m | Oscar Bertone        | 540,12 | Arsen Djavadian     | 508,14 | Aleksandr Gladchenko | 501,60 |
| piattaforma   | Aleksandr Gladchenko | 530,49 | Jünge               | 482,46 | Oscar Bertone        | 471,60 |
| Donne         |                      |        |                     |        |                      |        |
| trampolino 3m | Andrekina            | 464,10 | Birgit Meuhlenbruch | 435,63 | Agnes Gerlach        | 412,65 |
| piattaforma   | Stalievich           | 380,49 | Alla Lobankina      | 350,22 | Silke Abicht         | 342,63 |

## Medagliere
| Posizione | Paese            | Oro | Argento | Bronzo | Totale |
| --------- | ---------------- | --- | ------- | ------ | ------ |
| 1         | Germania Est     | 19  | 16      | 3      | 38     |
| 2         | Unione Sovietica | 5   | 9       | 3      | 17     |
| 3         | Italia           | 3   | 3       | 5      | 11     |
| 4         | Ungheria         | 2   | 1       | 5      | 8      |
| 5         | Bulgaria         | 2   | 0       | 0      | 2      |
| 6         | Germania Ovest   | 1   | 1       | 6      | 8      |
| 7         | Francia          | 1   | 1       | 3      | 5      |
| 8         | Romania          | 1   | 0       | 3      | 4      |
| 9         | Polonia          | 0   | 2       | 1      | 3      |
| 10        | Svezia           | 0   | 1       | 2      | 3      |
| 11=       | Grecia           | 0   | 0       | 1      | 1      |
| 11=       | Gran Bretagna    | 0   | 0       | 1      | 1      |
| 11=       | Paesi Bassi      | 0   | 0       | 1      | 1      |
| totale    |                  | 34  | 34      | 34     | 102    |